# Tommy James (football américain)
Pour les articles homonymes, voir Tommy James et James.
(en) Statistiques sur pro-football-reference
Tommy James, né le 16 septembre 1923 à Canton (Ohio) et décédé le 7 février 2007, était un joueur de football américain de la NFL.

## Biographie
Il évolua principalement avec les Browns de Cleveland et décrocha une sélection pour le Pro Bowl 1955.